# Ophiuche minualis
Ophiuche minualis är en fjärilsart som beskrevs av Achille Guenée 1854. Ophiuche minualis ingår i släktet Ophiuche och familjen nattflyn. Inga underarter finns listade i Catalogue of Life.